# Parque Colúmbia

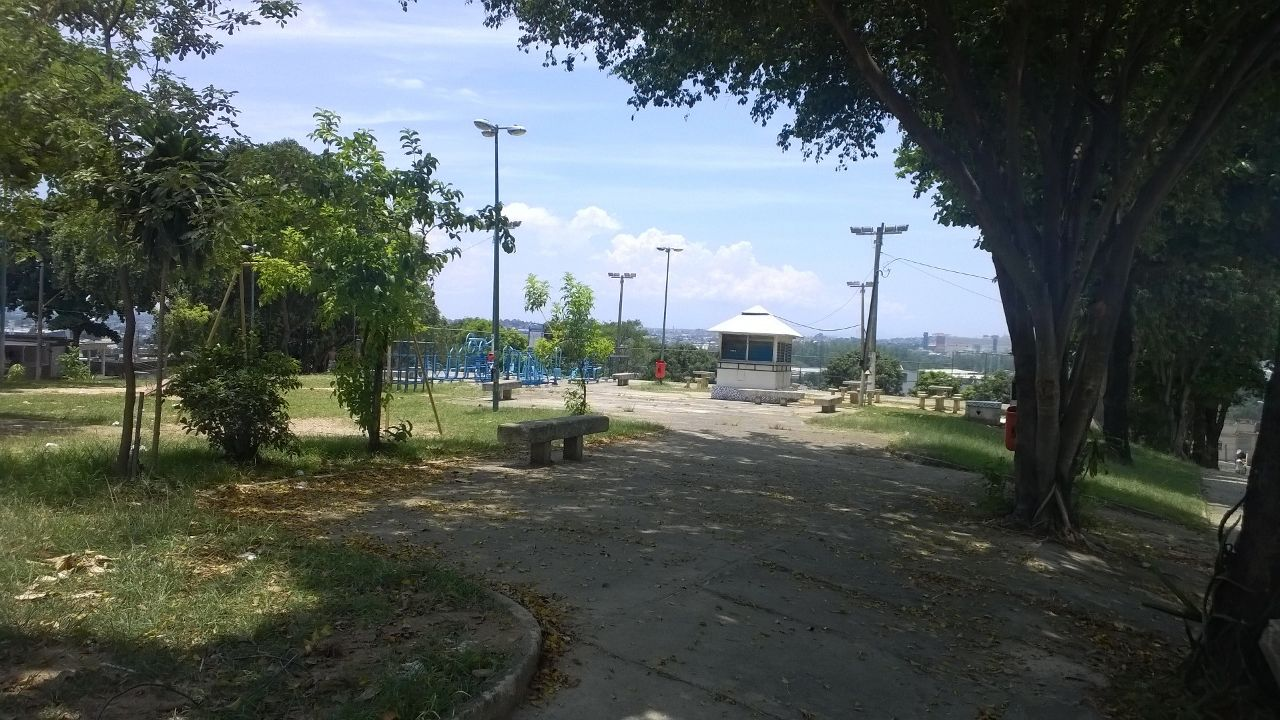
Praça Somália (antes da obra de revitalização)

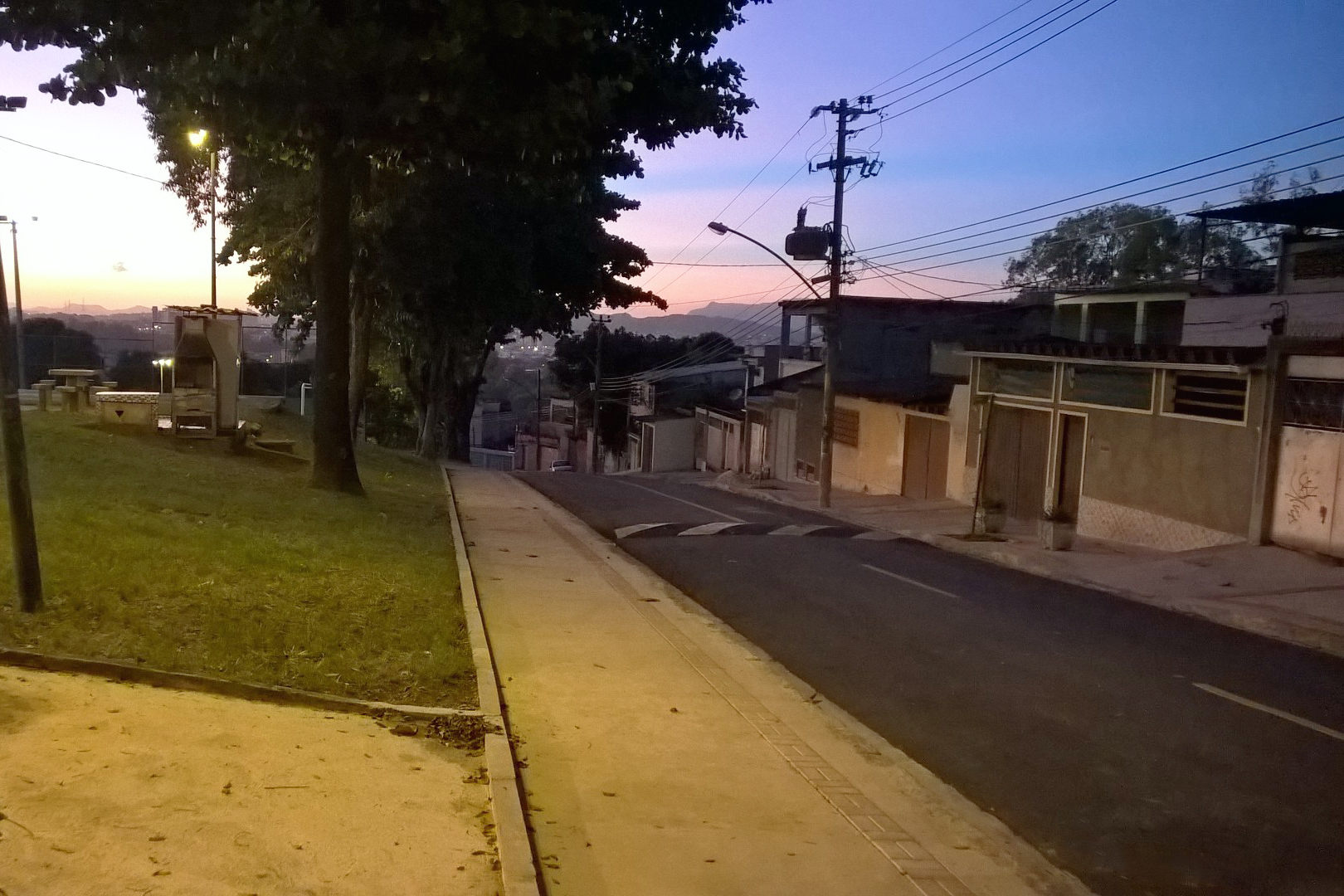
Rua Alfonso Ortiz Tirado

Parque Colúmbia é um bairro da Zona Norte do município do Rio de Janeiro. Possui poucos serviços e comércio.
Devido à sua proximidade com a Rodovia Presidente Dutra, várias transportadoras escolheram se localizar no bairro, sendo comum ver caminhões obstruindo calçadas ou estacionados na rua.
Apesar de ser um bairro independente desde 1999, é comum até hoje ser confundido como parte da Pavuna.
Por ter sido analisado junto com o bairro e a favela de Acari, seu IDH, no ano 2000, era de 0,720, sendo o 124º e antepenúltimo do município do Rio de Janeiro.

## Localização
O bairro de Parque Colúmbia faz parte da região administrativa de Pavuna. Os bairros integrantes da região administrativa são: Acari, Barros Filho, Coelho Neto, Costa Barros, Parque Colúmbia e Pavuna.

## História
Por volta de 1950, algumas poucas pessoas se fixaram à região. Neste época, a urbanização era escassa, não havia fornecimento de energia elétrica nem de água potável. A rua Embaú, atual rua principal, não era asfaltada, a estrada ainda não tinha sida pavimentada. A paisagem era composta de muitos coqueiros e muitos terrenos eram cobertos por mato. Neste período, a pesca de peixe e camarão no Rio Acari era a principal atividade econômica das famílias da região.
No rio Acari, que margeia o bairro, era possível encontrar camarões e até peixes, que eram o sustento para as poucas famílias que aqui viviam.
1956 - O Projeto de Arruamento e Loteamento Misto, Proletário e Industrial, a 229 metros da rodovia Presidente Dutra, entre o rio Acari e a rua Embaú, resulta em 7 ruas. O projeto foi implantado na propriedade da empresa “Ferrometais Colombo Comércio e Indústria S.A., por isso o nome “Parque Colúmbia”. 
1960 - O projeto de loteamento popular (PAL 23173) no lado ímpar da rua Embau, na propriedade da empresa “Mercúrio Engenharia Urbanização e Comércio Ltda”, dá origem a 7 ruas e à Praça Somália.

O bairro foi criado oficialmente pela Lei Nº 1787 em 23 de abril de 1999 com a alteração do bairro da Pavuna.

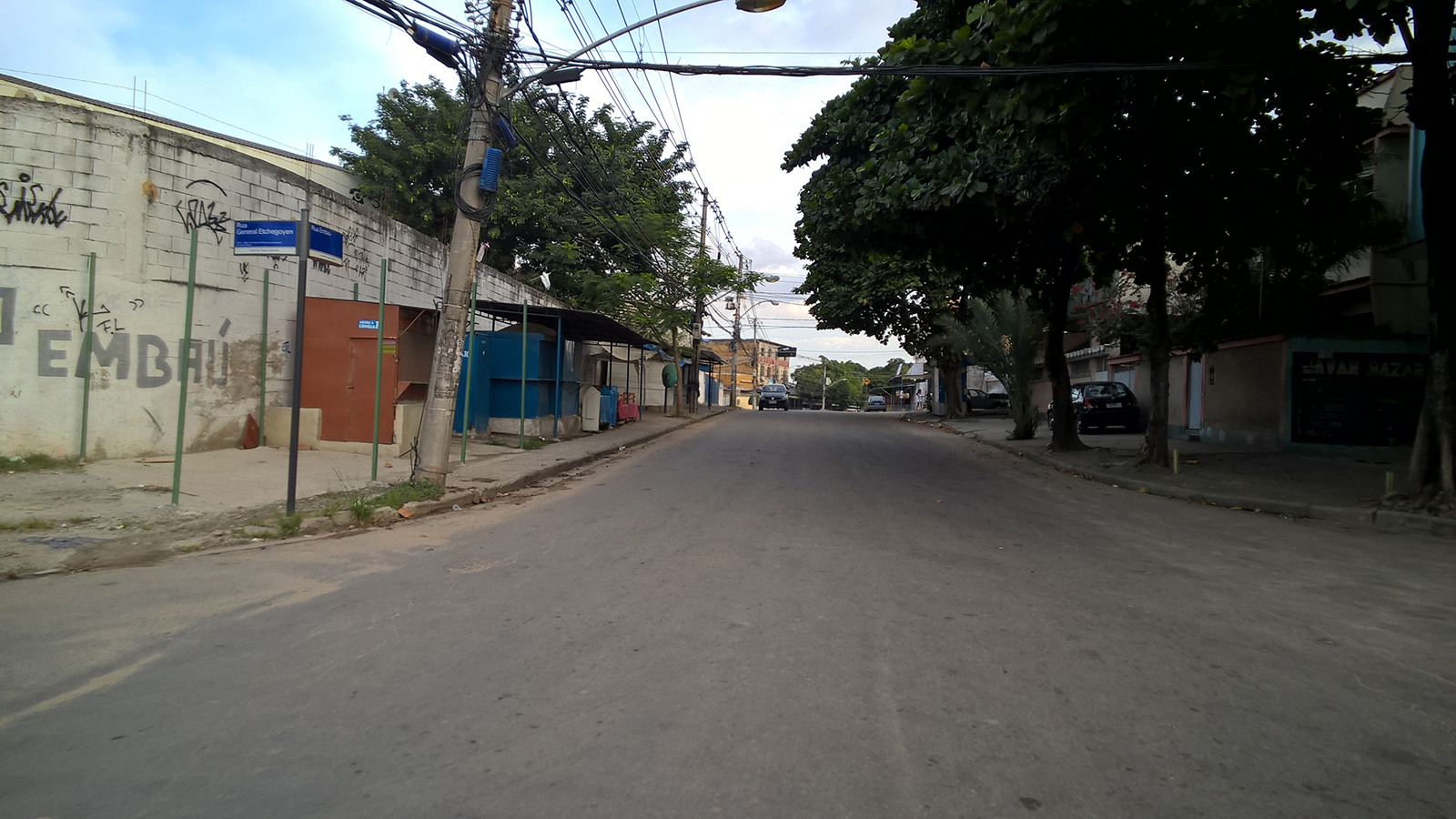
Rua Embaú, a principal rua do bairro

## Estrutura
O bairro se localiza entre a Avenida Pastor Martin Luther King Jr. e a Rodovia Presidente Dutra. Além das construções residenciais, o bairro abriga instalações de diversas empresas como: um depósito de várias empresas, que antigamente pertencia a empresa Casas Bahia, várias transportadoras, uma empresa de reciclagem Markobras Ambiental. Além de dois mercados, uma farmácia, escolas particulares (SESON e Lúcia Leitão) e públicas, uma creche municipal (Os Sabidinhos), uma creche particular (Jovens leitores) e uma creche conveniada (Creche Primeiros Passos), clínicas, restaurantes, uma pizzaria, uma pastelaria, um sacolão, poucas padarias e algumas igrejas.
O bairro abriga o projeto Viva vôlei criado pela confederação brasileira de vôlei cujo objetivo é educar e socializar meninos e meninas de 7 a 14 anos através do esporte.
Abriga também o Centro de Ópera Popular de Acari que oferece aos moradores do Parque Colúmbia, Acari e adjacências oficinas de balé clássico, música, fotografia e a Casa de Leitura – uma biblioteca comunitária que oferece oficinas de incentivo a leitura, passeios a bienais, salão do livro e outras atividades).
O centro atende mais de 2.200 crianças, jovens e adultos de segunda a sábado, atualmente este projeto encontra-se fechado por falta de patrocínio.

## Transporte
Estações de metrô mais próximas são Acari/Fazenda Botafogo e Engenheiro Rubens Paiva.
Mesmo o bairro se localizando muito próximo de importantes vias da cidade, com muitas linhas de ônibus cruzando as adjacências, apenas as seguintes linhas passam pelo bairro:
- SVA685 - Méier - Irajá (via Embaú)
- 944 - Parque Colúmbia - Pavuna
- 138i - Caxias - Pavuna (via Parque Colúmbia)

Devido a pouca quantidade de linhas, o bairro é marcado pela grande deficiência no transporte público. Embora as linhas 944 e 138i possuam intervalos satisfatórios, seus trajetos são relativamente curtos, já a linha SVA685 liga diversos bairros da zona norte como Irajá, Coelho Neto, Rocha Miranda, Madureira, Engenho de Dentro e Méier, mas apresenta um intervalo extremamente longo, podendo demorar cerca de 40 minutos entre um ônibus e outro. Durante a noite o serviço piora ainda mais, com as linhas parando de rodar antes das 22:00. 
Essa deficiência é amenizada pelas cooperativas de transporte alternativo (kombis/vans) que atendem o trajeto Parque Colúmbia x Pavuna e Madureira x Parque Colúmbia.
Outras linhas intermunicipais passam apenas em uma pequena parte do bairro na proximidade da rodovia Presidente Dutra.